# Mariona Aubert i Torrents
Mariona Aubert Torrents (Sant Quirze de Besora, Osona, 4 de maig de 1983) és una biatleta i esquiadora catalana, especialitzada en proves de fons.
Guàrdia civil de professió, va començar a competir professionalment l'any 2002, participant en diferents proves internacionals de biatló i d'esquí de fons. A nivell estatal, va aconseguir quatre campionats d'Espanya de biatló i va ser diverses vegades subcampiona d'Espanya d'esquí de fons.

## Palmarès
- 4 Campionat d'Espanya de biatló: 2002, 2003, 2004, 2005